# Mount Verlautz
Mount Verlautz är ett berg i Antarktis. Det ligger i den centrala delen av kontinenten. Nya Zeeland gör anspråk på området. Toppen på Mount Verlautz är 2 490 meter över havet.
Terrängen runt Mount Verlautz är kuperad österut, men västerut är den platt. Området är obefolkat.